# Saint-Hilaire-Fontaine
Saint-Hilaire-Fontaine este o comună în departamentul Nièvre din centrul Franței. În 2009 avea o populație de 194 de locuitori.

## Evoluția populației
| An        | 1975 | 1982 | 1990 | 1999 | 2006 | 2009 |
| --------- | ---- | ---- | ---- | ---- | ---- | ---- |
| Populație | 232  | 241  | 196  | 188  | 191  | 194  |